# Pelexia longibracteata
Pelexia longibracteata är en orkidéart som beskrevs av Guido Frederico João Pabst. Pelexia longibracteata ingår i släktet Pelexia och familjen orkidéer. Inga underarter finns listade i Catalogue of Life.